# 库茨敦
库茨敦（英語：Kutztown）是宾夕法尼亚州的一个自治市镇，在阿伦敦西南29公里、雷丁东北27公里。整个市境被伯克县的马克萨唐尼镇所环绕。2010年人口普查时有5012人口。其中95.8%为白人，1.4%为非裔，1%为亚裔。
1755年，乔治·库茨从彼得·温茨手中买下了一片130亩的土地，后来演变为今日的库茨敦。1815年4月7日成为自治市镇。这里最初的居民是德国移民，大多来自普法尔茨地区。境内有一条宽广的石灰岩峡谷——东宾谷。区内还有两处列入国家史迹名录的建筑——H·K·德谢尔针织厂和库茨敦1892年公立学校建筑。库茨敦还是库茨敦大学所在地。222号美国国道从北至西穿越市境，连接阿伦敦和雷丁。